# Ranasinghe Premadasa
Pour les articles homonymes, voir Ranasinghe.
Ranasinghe Premadasa (singhalais : රණසිංහ ප්‍රේමදාස tamoul : ரணசிங்க்ஹி பிரேமதாசா), né le 23 juin 1924 à Colombo et mort le 1er mai 1993 dans la même ville, est un homme d'État sri-lankais. Il fut le 3e président de la République démocratique socialiste du Sri Lanka du 2 janvier 1989 au 1er mai 1993. Il est assassiné à Colombo dans un attentat-suicide, perpétré par les Tigres de libération de l'Îlam tamoul,.

## Jeunesse
Ranasinghe Premadasa est issu d'une famille modeste et a étudié les langues orientales au St Joseph's College à Colombo. Incité en ce sens par son père, Richard Ranasingha. À l'origine, il souhaite devenir journaliste, et traduire une autobiographie de Jawaharlal Nehru en cingalais.
Premadasa épouse Hema Wickrematunge et a trois enfants de cette union. Sajith Premadasa, son fils, est député du district d'Hambantota.

## Carrière politique
Premadasa entre en politique au Parti travailliste, alors dirigé par A. E. Goonesinha. Réalisant que le Parti travailliste n'a pas, dans les années 1950, un avenir très prometteur, il rejoint le Parti national uni, et devint le premier homme politique non-Govigama à atteindre l'élite politique après l'indépendance du pays.
Durant son mandat comme ministre de la télédiffusion sous le gouvernement de Dudley Senanayake, Premadasa fait de Radio Ceylan, plus ancienne station de radio en Asie du Sud, une société publique, la Société de radiodiffusion de Ceylan le 5 janvier 1967.
Une partie de son programme politique concerne la lutte contre la pauvreté. Sur le plan économique, son projet d'industrie du textile favorise l'augmentation des recettes fiscales et la création d'emplois dans les villages.
Il occupe le poste de Premier ministre sous la présidence de Junius Richard Jayewardene du 6 février 1978 au 1er janvier 1989.

## Présidence
Premadasa rencontre moins de succès en ce qui concerne la guerre civile. Quand il prend ses fonctions, il doit faire face à une rébellion de la ligne dure cinghalaise nationaliste et marxiste Janatha Vimukthi Peramuna (JVP) au sud. Les forces de sécurité répriment brutalement la révolte et tuent plusieurs de ses dirigeants.
Dans le nord, les Tigres de libération de l'Îlam tamoul sont confrontés à la force indienne du maintien de la paix. La présence indienne sur l'île est impopulaire, et Premadasa demande à l'Inde de la quitter. D'après le rapport publié par la Commission présidentielle srilankaise pour enquêter sur l'assassinat en 1992 de l'un des plus hauts responsables de l'armée sri-lankaise, le Lt Gen Denzil Kobbekaduwa (en), il autorise la fourniture clandestine d'armes aux Tigres de libération de l'Îlam tamoul, afin de contraindre la force indienne du maintien de la paix à quitter l'île. En fin de compte, les LTTE ont massacré 774 policiers en utilisant ces mêmes armes fournies au LTTE (les policiers ont demandé à se rendre aux LTTE à Batticaloa, à la demande de Premadasa),.
Durant sa présidence, il expulse de l'UNP ses deux principaux rivaux Lalith Athulathmudali et Gamini Dissanayake. Ces derniers s'allient ensuite pour former le DUNF.

## Assassinat
Ranasinghe Premadasa est tué lors d'un attentat-suicide le 1er mai 1993.
Après son assassinat, une commission présidentielle désignée par Chandrika Kumaratunga, découvre qu'il a été impliqué dans l'assassinat de Lalith Athulathmudali.

## Distinction
- En 1986, il obtient la plus haute distinction du Sri Lanka, le Sri Lankabhimanya.